# Domanico
Domanico är en ort och kommun i provinsen Cosenza i regionen Kalabrien i Italien. Kommunen hade 941 invånare (2018).